# 格蘭維爾縣 (北卡羅萊納州)
格蘭維爾县（英語：Granville County）是美國北卡羅萊納州北部的一個縣，北鄰維吉尼亞州。面積1,390平方公里。根据美國2000年人口普查，共有人口48,498人。縣治牛津（Oxford）。
成立於1746年6月28日。縣名紀念愛爾蘭總督、卡羅萊納殖民地長官約翰·加特利，第三代格蘭維爾伯爵（John Carteret, 2nd Earl of Granville）。